# 红杉中国
红杉中国是专注于投资科技、医疗健康、消费三大领域的私募股权投资机构。
紅杉資本於2005年进入中国。2023年，红杉中国从红杉资本中国基金独立出来。红杉中国的总部位于北京，并在香港、上海和深圳设有办事处。

## 投资历史
2024年1月，红杉中国投资了中国GPU创业公司天数智芯。